# Tublje pri Komnu
Tublje pri Komnu – wieś w Słowenii, w gminie Sežana. W 2018 roku liczyła 39 mieszkańców.